# Sbarramento di Ala
Lo sbarramento di Ala è uno sbarramento difensivo che si trova a nord della cosiddetta "Chiusa di Verona" (composta dalla Chiusa di Ceraino e dai forti del gruppo di Rivoli), dove la valle dell'Adige si restringe, trova posto questo sbarramento che prende il nome dalla città di Ala in Trentino; tale sbarramento fece parte della cosiddetta Linea blu.

## Storia

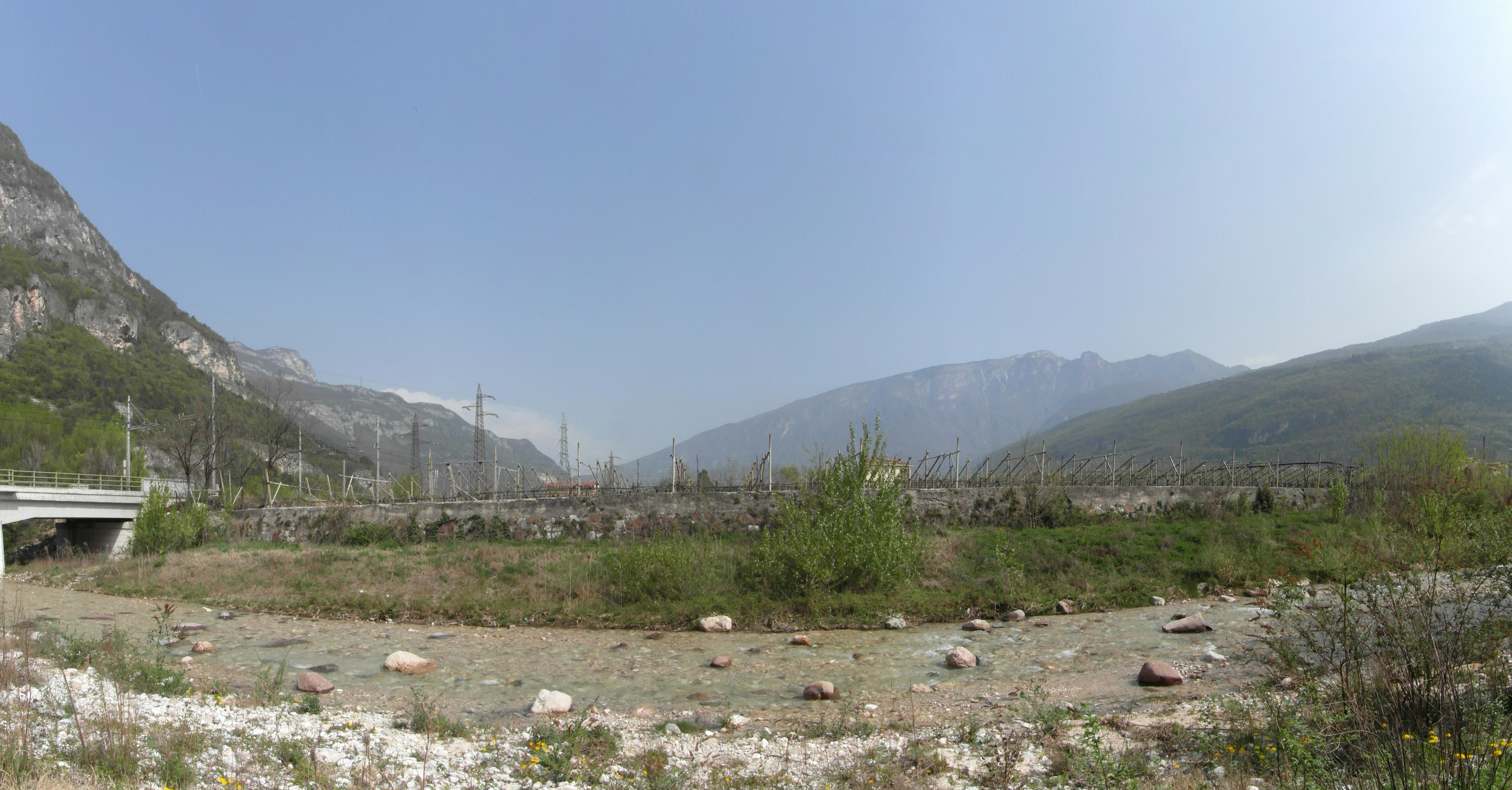
Il fossato anticarro lungo il torrente Ala

L'idea di costruire uno sbarramento ad Ala deriva dai successi ottenuti nella ritirata tedesca da altre linee difensive nel Mezzogiorno (linea Gustav, linea Gotica), e con l'aggiunta di sfruttare a pieno la geologia del territorio montano (idea già sfruttata dal generale Franz Conrad von Hötzendorf durante la Strafexpedition del 1916). L'idea nazista per tenere sempre sotto controllo il nord Italia era di preservare la ferrovia del Brennero, già compromessa dai bombardamenti alleati (nome in codice "Bingo") per poter rifornire le proprie truppe. Ad Ala, già nel 1943, vi si trovarono soldati tedeschi appartenenti alla Wehrmacht: alla Luftwaffe, alle SS e all'organizzazione Todt, i quali requisirono diverse strutture pubbliche quali il municipio, gli edifici scolastici così come alcuni appartenenti al clero e anche altri appartenenti ai privati.
La decisione di costruire ad Ala uno sbarramento difensivo, deriva dalla direttiva numero 60 emanata da Adolf Hitler subito dopo l'attentato da lui subito il 20 luglio 1944. Hitler menziona proprio la località per la costruzione di un potente e fortificato sistema difensivo. Tale importanza è sottolineata, non solo dalla presenza della ferrovia del Brennero e della SS12, ma anche dal fatto che la direzione dei lavori di costruzione, Bauleitung 7, prende il nome del paese. La linea fortificata doveva essere costruita in Veneto, nel settore delle prealpi.
Il Feldmaresciallo Albert Kesselring, a bordo di una Horch 830, visitò nel 1944 lo sbarramento per averne una visione personale dell'avanzamento dei lavori.
Tale sbarramento non ebbe alcun modo di poter entrare in azione se non si considera una fucilata. Verso la metà di aprile arrivarono dei rafforzamenti che poi furono spostati su crinale dei Coni Zugna (1864 m), sopra a Rovereto, per creare uno nuovo sbarramento sfruttanto le vecchie trincee austro-ungariche. Dato che l'avanzata degli Alleati non si ebbe lungo la valle dell'Adige ma lungo la Gardesana orientale; ciò ha risparmiato la città di Ala da inutili battaglie e a fine mese i tedeschi si arresero agli inglesi.
Dopo la fine del conflitto mondiale, Ala divenne la seconda città in Italia che subì il numero maggiore di incursioni aeree e quindi di bombardamento. La popolazione locale si rifugiò presso i paesi limitrofi, ovvero a Ronchi in Valsugana, nelle Giudicarie e a Lomaso di Comano Terme. L'attività di bonifica è durata circa dieci anni ed è consistita nel recupero del materiale ferroso impiegato in abbondanza nel costruire tale sistema fortificato da parte dei nazisti.

## Descrizione
Lo sbarramento parte dalla destra con il monte Baldo (2218 m) e prosegue a sinistra ai contrafforti che salgono verso cima Posta (2215 m). Esso fa parte di una linea che segue all'incirca il vecchio confine dell'impero austro-ungarico e difende l'accesso di quella che i tedeschi denominarono la Zona d'operazioni delle Prealpi. Decisi a fare delle Alpi Centrali l'estremo ridotto della loro difesa, i tedeschi iniziarono nel 1944 i lavori per l'edificazione di questo sbarramento che organizzarono secondo gli ultimi dettami della loro scienza di guerra.

### Sbarramento Ala paese

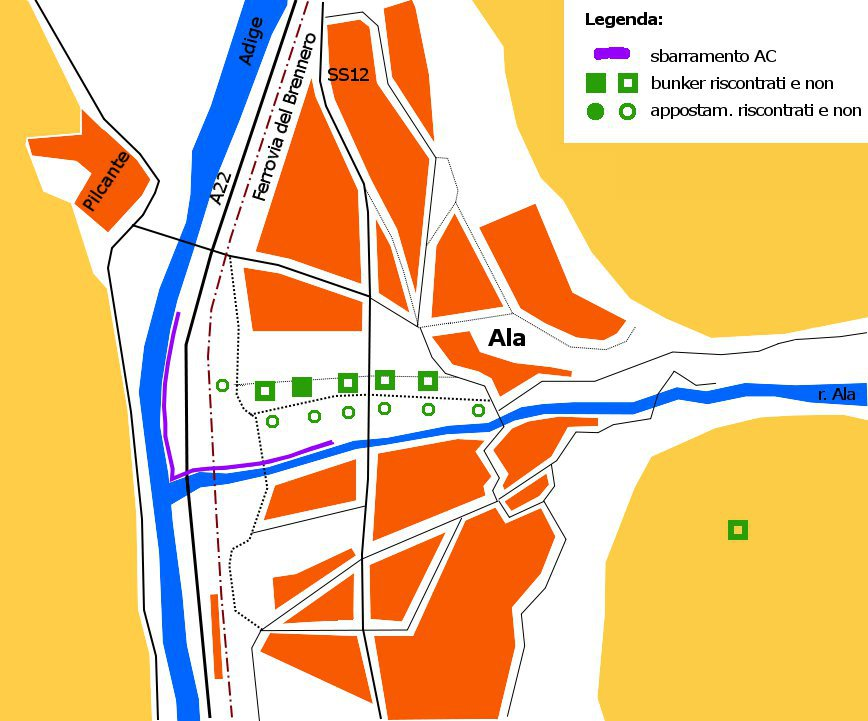
Piantina dello sbarramento di Ala paese

Questo primo sbarramento è profondo 5 chilometri sul fondo valle e, largo in questo tratto circa un chilometro, molto meno profondo sui fianchi scoscesi dei monti dove i costoni che salgono alle cime sono stati muniti di caverne attive. Sul fondo valle, piano, coltivato a vigneto, è stata organizzata la difesa con serie di piccoli bunker, disposti lungo gli appigli tattici; questi bunker molto robusti servivano di ricovero a piccoli appostamenti per mitragliatrice. L'argine destro del torrente Ala, poco prima del suo sfociare nell'Adige, venne sistemato ad ostacolo anticarro assieme a lungo tratto della riva sinistra dell'Adige. 
Questo sbarramento consisteva in 7 appostamenti seguiti da 5 piccoli bunker posti su di un leggero dislivello subito dopo il torrente Ala. Sette caverne attive erano scavate invece a est dello sbarramento. Oltre a tutto ciò, i tedeschi consideravano utile un eventuale bombardamento e quindi la relativa distruzione della città stessa per poter ostacolare ulteriormente l'avanzata degli alleati, come fu per altre città (la battaglia di Montecassino a Cassino e la "Stalingrado italiana" di Ortona).

### Sbarramento Ala-San Pietro in Bosco

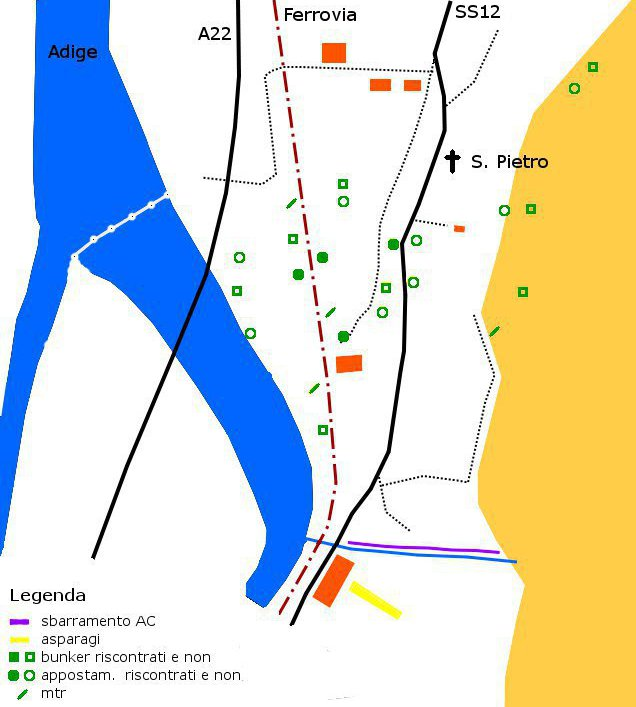
Piantina dello sbarramento di Ala-San Pietro in Bosco

A sud del paese venne costruito un secondo sbarramento di prima linea presso la chiesa di San Pietro in Bosco; questo consiste perlopiù in alcuni Tobruk accoppiati a piccoli appostamenti, disposti lungo la linea ferroviaria del Brennero e alla strada statale SS12. Inoltre, due fossati vennero scavati verso Serravalle e linee minori dl asparagi di Rommel. Tali fossati erano costituiti da putrelle in ferro e rotaie che fuoriuscivano dal terreno in diagonale.

### Sbarramento torrente San Valentino
Anche se non era un vero e proprio sbarramento, esiste a nord di Ala, a monte della località Borgo Cantore, con più precisione in località Malusel (bivio per il santuario di San Valentino e passo Buole), un ulteriore settore dello sbarramento di Ala. Questo è dotato di un fossato anticarro presso il torrente San Valentino, ora non più esistente dato che è stato interrato negli anni '90. Qui si trovano 2 strutture "a botte", in calcestruzzo, che potevan anche essere poste sottoterra, con il compito principale d’offrir agl’occupanti un sicuro rifugio antiaereo in caso di bombardamenti aerei dagli alleati; offrivano una resistenza ai soli piccoli calibri. Tali strutture erano costruite dalla ditta SCSC di Mori e venivano trasportati mediante treni merci fino al luogo più prossimo alla loro destinazione; da qui anche spinti a mano raggiungevano la loro destinazione finale. Presso questo sbarramento ne rimase uno solo fino agli inizi degli anni '70.
Presso la località di Fusi, di fronte alla Casa delle Guardie e del Vivaio, si trovava una postazione anticarro, ovvero una casamatta resistente anche ai grossi calibri su cui vi era montata una torretta di un Panzer V Panther armato di un cannone da 75/L56. Analogamente un'altra postazione era sita in località Santa Margherita con un fossato anticarro presso il torrente di Val Cipriana. Al termine della guerra, le due postazioni vennero smantellate e le due torrette vennero trasportate fino a Rovereto mediante l'utilizzo di carri trainati da buoi.
Poco più in quota rispetto alla località di Fusi, in una delle caverne attive (oggi vi si trova l'acquedotto di Marani) si trovava un semovente d'artiglieria, probabilmente uno Sturmgeschütz III. Nelle altre caverne attive, anche scavate durante la grande guerra, venivano utilizzate dai tedeschi come depositi per materiale; la Wehrmacht aveva disposto presso il santuario di San Valentino un plotone di pionieri.

## Strutture difensive
I bunker sono di un tipo standard in due misure: per 4 e 8 soldati, adibiti a ricovero o infermeria, e servono da ricovero e sono collegati con camminamento coperto ad una postazione per mitragliatrice Maschinengewehr 34 e 42 o per kurzer 8 cm Granatwerfer 42. Questa, in cemento armato, è di tipo unico per 2 soldati. Eccezionalmente, un bunker serve due appostamenti.
Oltre a queste strutture difensive, attorno a Ala e precisamente sopra alla località di Plicante erano predisposte 4 postazioni contro aeree da 8,8 cm della FlaK costruite dall'organizzazione Todt. Sul monte Corno invece, più precisamente presso la pineta dei Piazzi, si erano scavate delle caverne attive che dovevano ospitare al loro interno sia depositi che pezzi d'artiglieria; tali opere rimasero solo parzialmente compiute.

### Bunker per 4 soldati

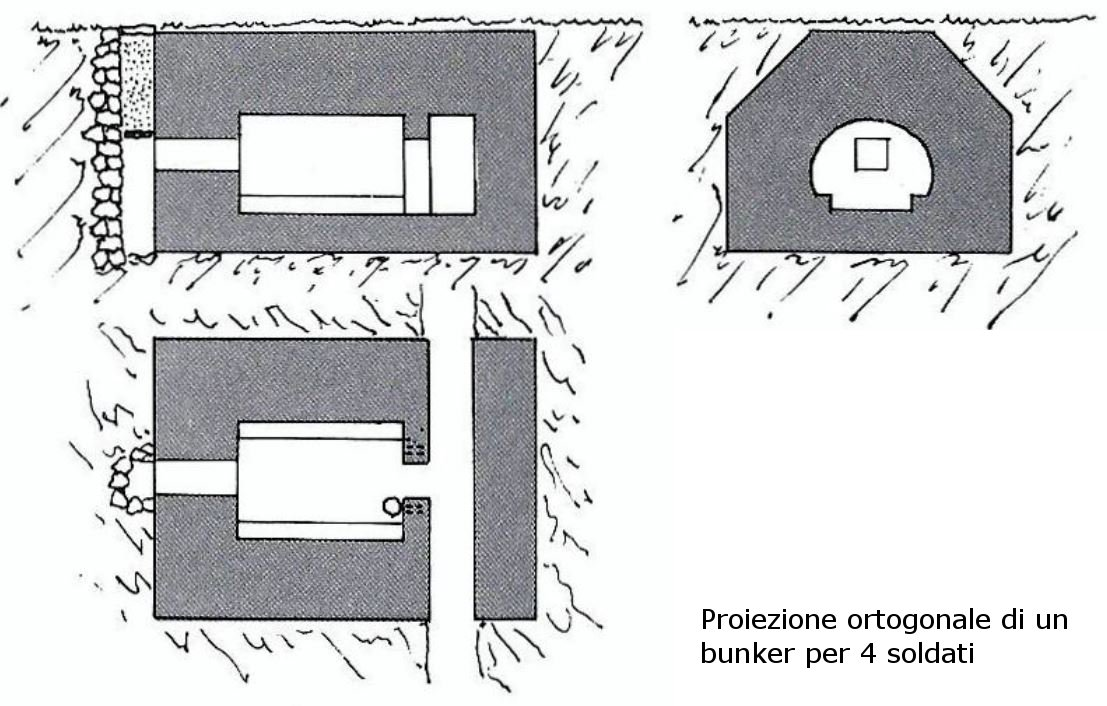
Schema di bunker per 4 soldati

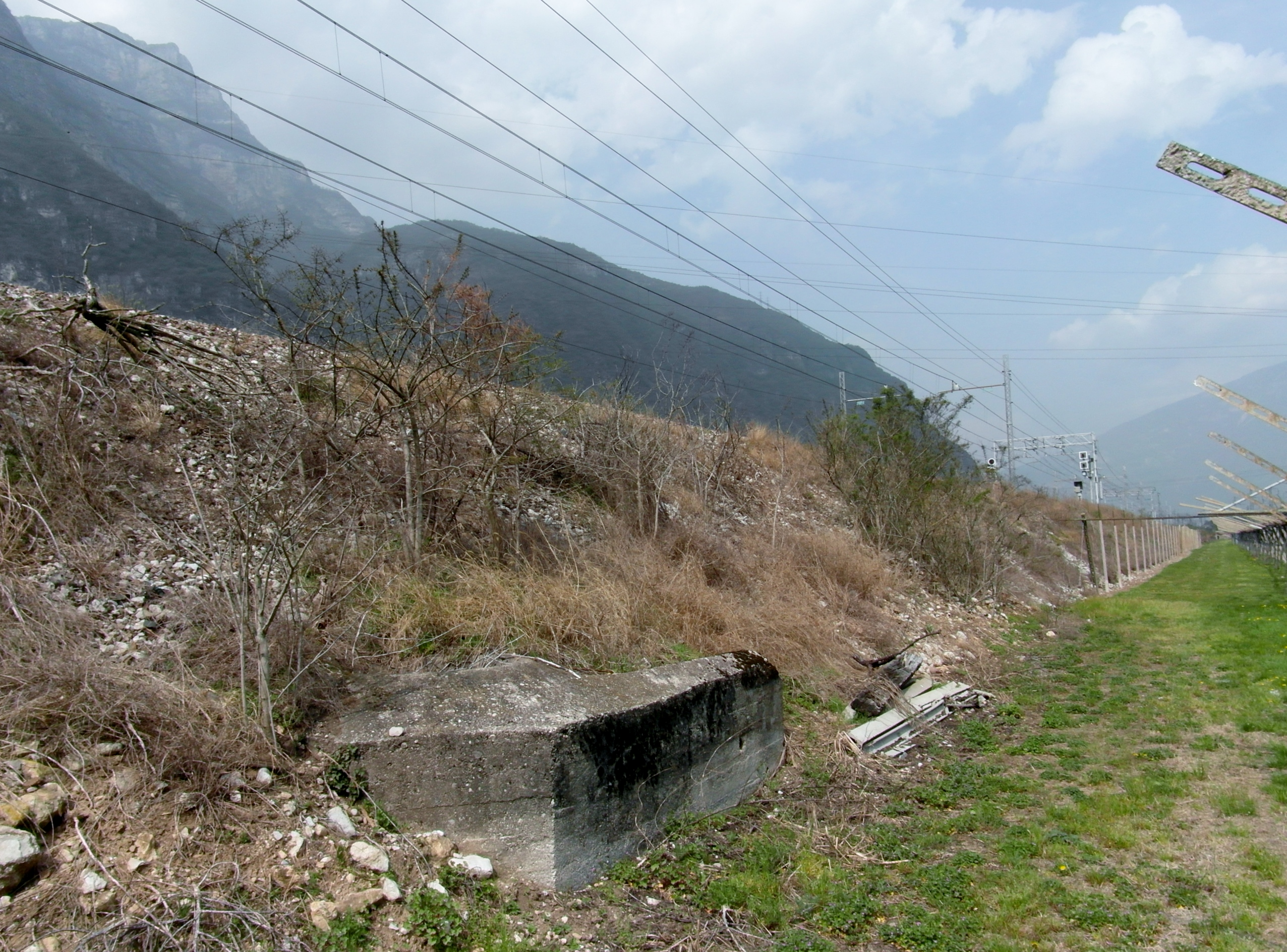
Uno dei Tobruk a barbetta lungo la ferrovia del Brennero presso lo sbarramento di Ala-San Pietro

Misure interne del ricovero, con volta a borse: lunghezza 4 m, larghezza 3 m, altezza 2,35 m. Una porta alta 1,8 m che si apre su un corridoio trasversale largo 1,1 metri. Un estremo del corridoio porta all'esterno a mezzo di una breve galleria fortemente inclinata e con fondo a gradini, l'altro estremo porta ad un camminamento coperto, a risvolti, conducente all'appostamento della mitragliatrice. Di fronte alla porta è ricavata una finestra di 80 x 60 centimetri, che si apre sul fondo di un pozzo con pareti di muro a secco. Questo pozzo, del diametro di 90 cm, è munito di scala alla marinara e serve come uscita di soccorso; è chiuso in alto da un tavolato ricoperto di terra ed è parzialmente riempito di sabbia. Per utilizzare il pozzo è necessario aprire la finestra e ritirare la sabbia nell'interno del bunker. All'interno trova posto una piccola stufa di ferro; l'ambiente è ventilato da un foro del diametro di 20 cm posto in basso per l'entrata dell'aria fresca e da uno in alto per l'uscita dell'aria viziata, fori che si aprono sul corridoio. Le pareti del bunker in cemento armato hanno spessore di 2 metri, armatura in tondini d'acciaio disposti nei tre sensi a maglie di 25 x 20 centimetri. Grande importanza è stata data all'armatura di questi manufatti e per masse di 200 m3 di calcestruzzo si sono usati 160 quintali d'acciaio.
Dal bunker parte il camminamento coperto che porta alla postazione della mitragliatrice posta ad una distanza di una trentina o cinquantina di metri. 
Le postazioni sono del tipo Tobruk a barbetta circolare con un diametro a terra pari a 80 centimetri. Il bordo della barbetta è opportunamente sagomato e porta il cerchio di ferro per il sostegno dell'arma. Al di sotto della bocca, il pozzo si allarga in un vano ottagonale largo 1,4 metri così che i due soldati possono trovare protezione dai sassi lanciati in alto dalle bombe.

### Appostamento

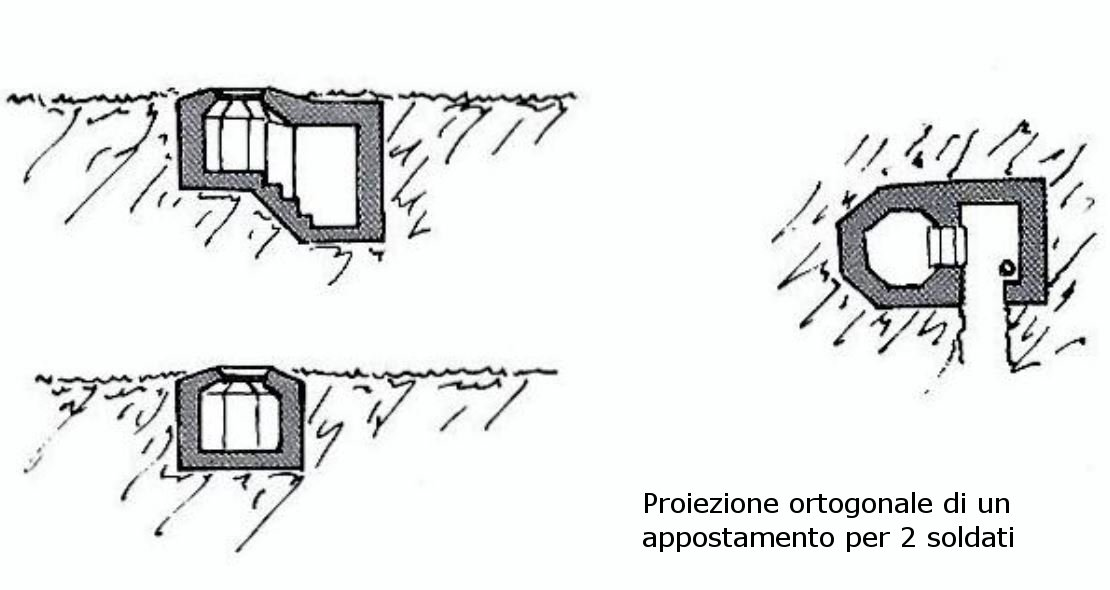
Schema di un appostamento per 2 soldati

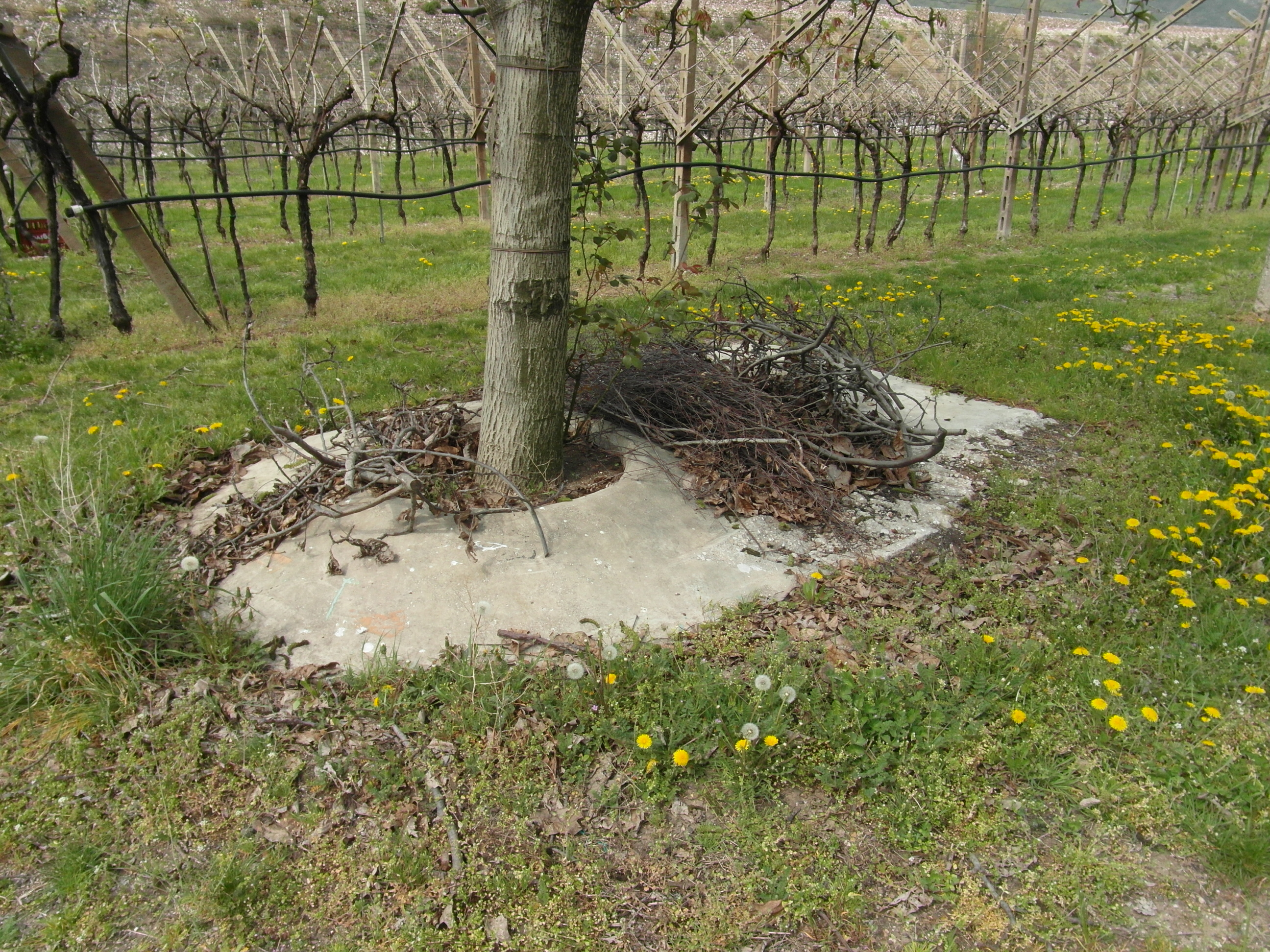
Un appostamento dove è cresciuto un albero

L'appostamento è profondo 1,6 metri e per la manovra dell'arma serve una panchina mobile di legno. Una scaletta porta ad un localetto di deposito fornito di stufetta e da questo si passa al camminamento coperto. Gli spessori delle pareti della postazione sono di 40 centimetri in cemento armato. Massa cementizia 11,5 m3 armata da tondini in acciaio con una massa di 7 quintali, la postazione era completamente interrata e l'apertura di combattimento viene mascherata da rete mimetica.
Nello sbarramento si trovano postazioni simili per mortaio da 8 cm ed allora la bocca del pozzo ha diametro di 1,8 metri ristretto con cono a gradini fino a 1,24 metri; sul fondo della postazione che si allarga a 3 metri è infisso in centro il perno di rotazione; la postazione è profonda 2 metri ed ha pavimento di legno.